# Brüel & Kjær
Brüel & Kjær (Sound and Vibration Measurement A/S) er et dansk multinationalt ingeniør- og elektronikfirma med hovedsæde i Nærum nord for København. Det er verdens største producent og leverandør af systemer og måleudstyr af vibration.
Brüel & Kjær omsatte i 2013 for 991 mio. DKK. Virksomheden blev i 1992 solgt til det tyske holdingselskab AGV, som opbyggede målefirmaet Spectris Messtechnik GmbH. Spectris blev i juli 2000 købt af britiske Fairey Group Ltd. Fairey foretog i maj 2001 navneforandring til Spectris, som omsætter for £1,1 mia. årligt og har omkring 7.500 ansatte på verdensplan.
Den 1. august 2020 fusionerede firmaet med Hottinger Baldwin Messtechnik (HBM) og ændrede navn til Hottinger Brüel & Kjær A/S.